# Simeulue
Simeulue er en indonesisk ø og amt 150 km vest for Aceh på Sumatra. De fleste af øens indbyggere er muslimer. Simeulue amts hovedstad er Sinabang.
2°36′42″N 96°05′45″Ø / 2.611667°N 96.095831°Ø